# 絵本百物語
『絵本百物語』（えほんひゃくものがたり）は、1841年（天保12年）に刊行された日本の奇談集。

## 概要
著者は桃山人（ただし序の署名には桃花山人と記されている）。『国書総目録』（岩波書店）によれば、江戸時代後期の戯作者・桃花園三千麿のこととされる。
挿絵は竹原春泉斎によるもの。江戸時代の妖怪を主題とした版本は墨線による主版のみ、あるいは主版に薄墨などの淡色を重ねて刷ったものなどが多いが、本書は薄墨を重ねた他に緑・青・赤をはじめとした複数の色版を重ねた多色刷りで印刷された出版物であることも特徴のひとつである。
題名に「百物語」と銘打ってあるように、江戸時代に流行した百物語怪談本の一種といえるが、話ごとに物語の題名ではなく妖怪の名称を掲げた上に妖怪の挿絵をつけており、怪談集と画集とを融合させた作品ともいえる。『桃山人夜話』（とうさんじんやわ）の書名でも知られているが、これは内題として各巻の冒頭に「桃山人夜話　巻第（数字）」と記されていることからである。風俗史学者・江馬務（『日本妖怪変化史』1923年）や民俗学者・藤沢衛彦（『変態伝説史』1926年）などが著書で本書を『桃山人夜話』の名で紹介しており、雑誌などに図版写真が掲載される際にも用いられることによって、この書名が有名になったものと考えられている。いっぽう水木しげるは1979年の『妖怪100物語』の参考資料欄に『絵本百物語』（著者・桃山人　発行年・不明）と記述して本書を挙げている。
本書とまったく同内容の『絵本怪談揃』（えほんかいだんぞろえ）という外題で出版された作品も2005年ころに湯本豪一によって確認されている。序文の題の差し替えや内題も「桃山人夜話　巻第（数字）」ではなく「絵本怪談揃　巻第（数字）」になっている点などを検討すると『絵本百物語』より先立って出版されたものであるとも見られ、桃花山人という表記と桃山人という表記が混在していることとの関係性、また『絵本百物語』の初版刊行は一般にいわれる天保12年（1841年）よりも前である可能性もあることが示唆されている。
昭和以降、特に平成に入ってからは本書と同じく江戸時代の妖怪画として知られる鳥山石燕の『画図百鬼夜行』とは並び称されることが多く、『画図百鬼夜行』を意識した造本との説もあるが、どちらかといえば記号的といえる石燕の画に対し、春泉斎による作画は躍動感や臨場感があるのが特徴とも評されている。

## 収録作品
- 挿絵の通し番号は掲載順に基づいて付した。（例： 1-5 ……巻第一、5つ目の挿絵）
- 本文題名は括弧内に記す。挿絵に付された題名は太字で表記し、振り仮名は現代仮名遣いとした。（例：長次郎は「ちやうじらう」ではなく「ちょうじろう」）

### 巻第一

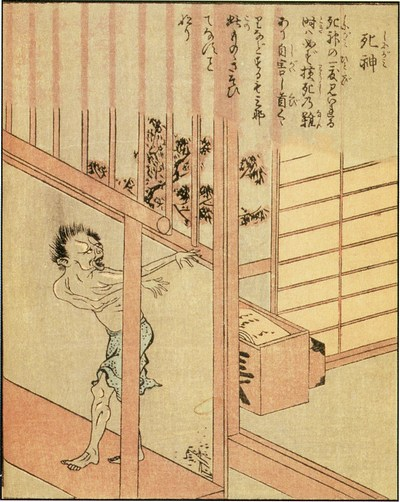
1-6
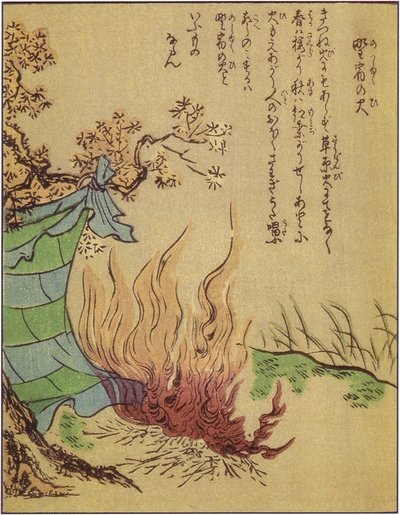
1-7
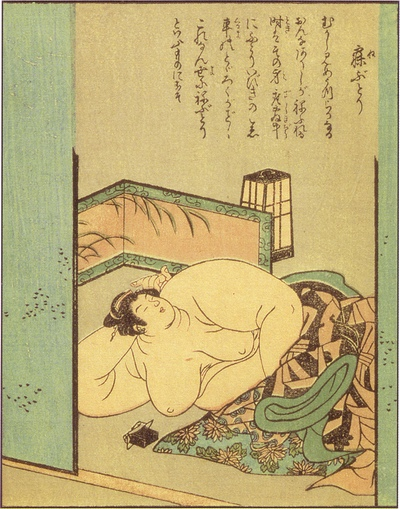
1-8
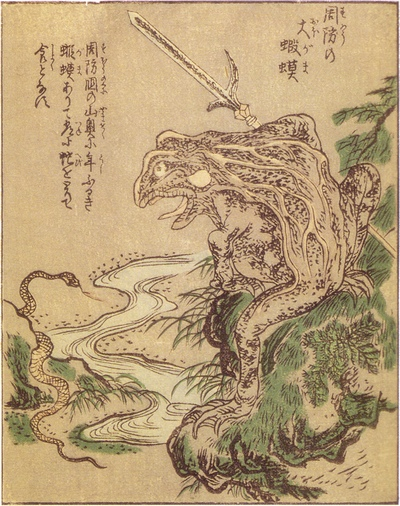
1-9

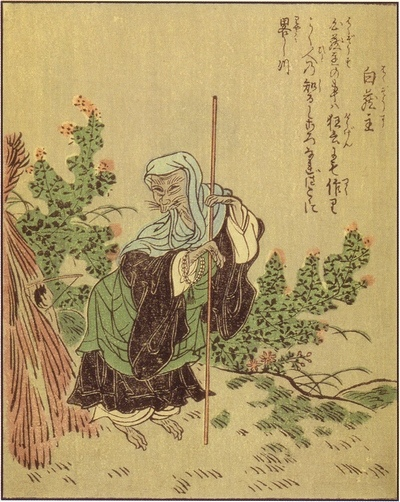
1-1
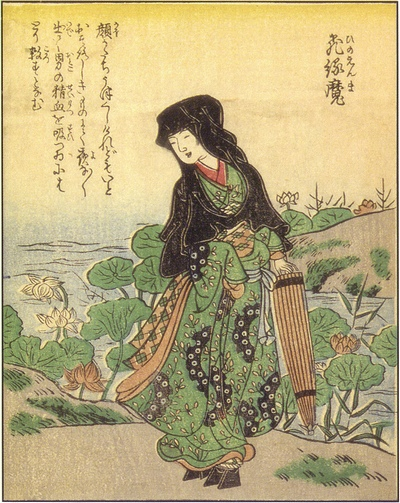
1-2
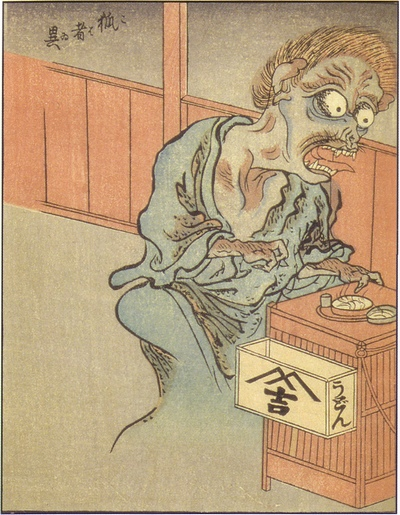
1-3
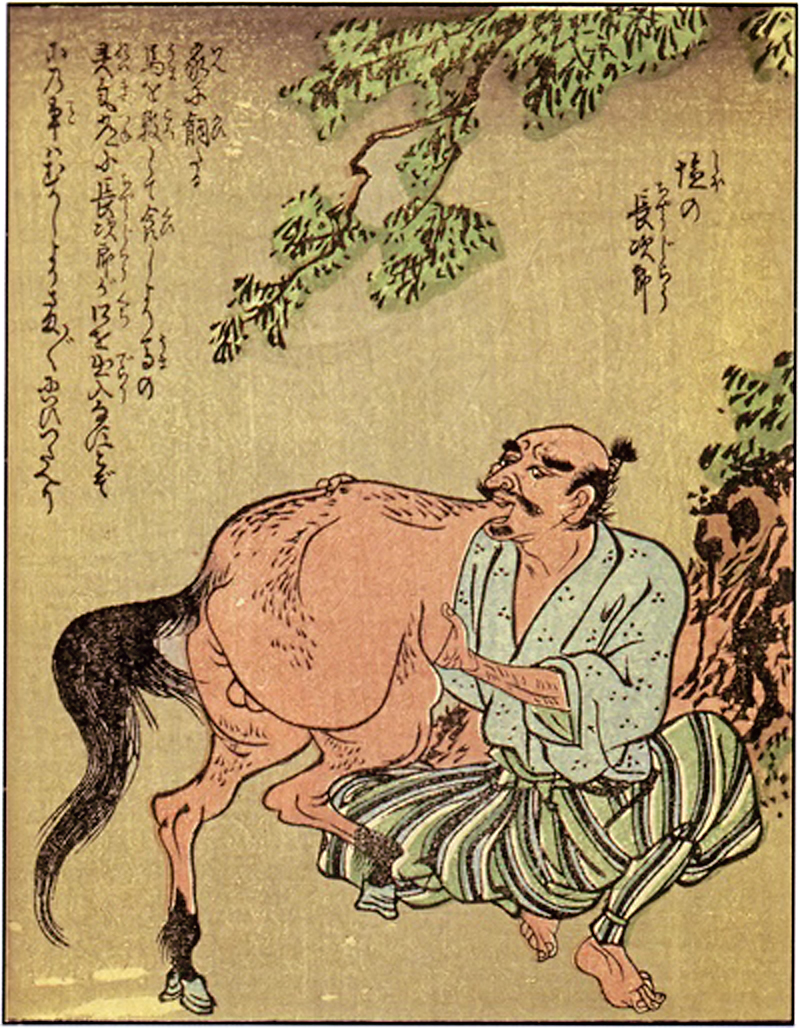
1-4
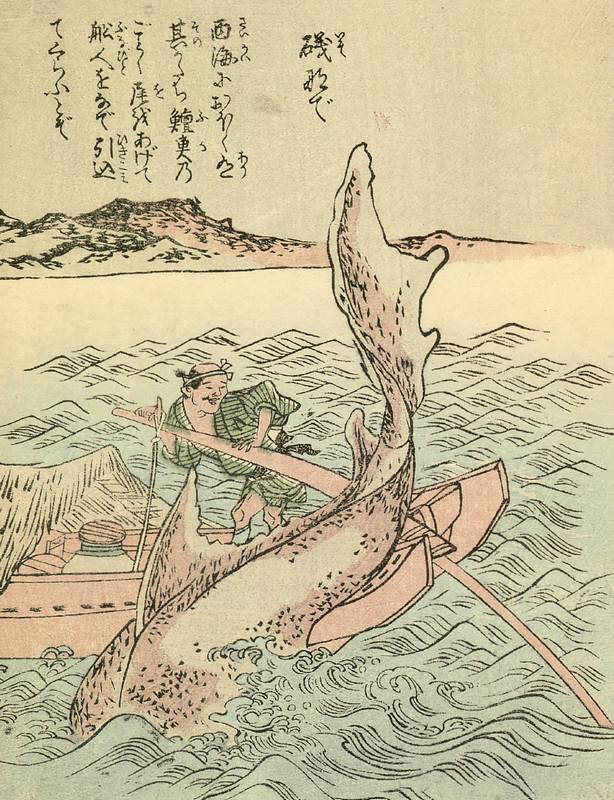
1-5

- 1-1（第一　白蔵主）白蔵主（はくぞうす）

「白蔵主の事は狂言にも作りよく人の知るところなればここに略しつ」（白蔵主は狂言の演目にもなっており、よく知られているのここでは略す）
- 1-2（第二　飛縁魔[12]）飛縁魔（ひのえんま）

「顔かたちうつくしけれどもいとおそろしきものにて夜な夜な出（いで）て男の精血（いきち）を吸（すひ）つゐにはとり殺すとなむ」（顔かたちこそ美しいが、大変に怖ろしい者で、夜な夜な現れ出て男の生き血や精気を吸い、ついには憑り殺すのだ）
本文では飛縁魔という言葉は仏教語に由来し、飛縁魔縁障女（ひえんまえんしょうにょ）という言葉もあると記している。
- 1-3（第三　狐者異）狐者異（こわい）

本文には、無分別者の死後の妄念がかたちとなってあらわれたものであり仏法世法をさまたげる存在だという。また、「怖い」という言葉はこれから生まれた（民間語源）としている。
- 1-4（第四　塩の長司）塩の長次郎（しおのちょうじろう）

「家に飼たる馬を殺して食（くひ）しより馬の霊気（れいき）常に長次郎が口を出入（でいり）なすとぞこの事はむかしよりさまざまにいひつたへり」（家の飼い馬を殺して食うということをよくしていた長次郎は、殺した馬に祟られて馬の霊が常に口を出入りするようになったという。このことは昔から様々に言い伝えられている）
- 1-5（第五　磯撫）磯なで（いそなで）

「西海（さいかい）におほく有（あり）其かたち鱣魚（ふか）のごとく尾をあげて船人（ふなびと）をなで引込（ひきこみ）てくらふとぞ」（西国の海に多くいる。その形はフカのようで、振り上げた尾で船人を撫で払っては海に引き込んで食らうそうだ）
本文では肥前の国の松浦の沖にこれが出たという話を記している。
- 1-6
- 1-7
- 1-8
- 1-9

- 1-6（第六　死神）死神（しにがみ）

「死神の一度見いれる時は必ず横死の難あり自害し首くくりなどするもみな此（この）もののさそひてなすことなり」（死神に一度みいられてしまうと、必ず不慮の死を遂げる。自殺したり首を吊ったりなどするのも、全てこの死神の誘いによってそのようになっているのだ）
- 1-7（第七　野宿火）野宿の火（のじゅくのひ）

「きつね火にもあらず叢原火（さうげんび）にてもなく春は桜がり秋は紅葉がりせしあとに火もえあがり人のおほくさわぎうた唱ふ声のみするは野宿の火といふものならん」（狐火でもなく叢原火でもない。春は花見、秋は紅葉狩りをした後に、火が燃え上がり、姿が無いにもかかわらず人々の喧噪や歌声だけが聞こえてくるなら、それこそは野宿の火というものだろう）
- 1-8（第八　寝肥）寝ぶとり（ねぶとり）

「むかしみめうつらかなるおんなありしがねふれる時はその身座敷中にふとりいびきのこゑ車のとどろくがごとしこれなん世にねぶとりといふものにこそ」（昔、見目麗しい女がいたが、眠りこけている時はその体が座敷を埋めるほどに肥り、いびきの声は車のようにうるさい。これこそが世にいう寝肥というものだという）
- 1-9（第九　周防大蟆）周防の大蝦蟇（すおうのおおがま）

「周防国の山奥に年ふるき蝦蟇（がま）ありて、常に蛇をとりて食となす」（周防の国の山奥には歳を重ねた大蝦蟇がいて、日々、蛇を捕らえ食っている）

### 巻第二

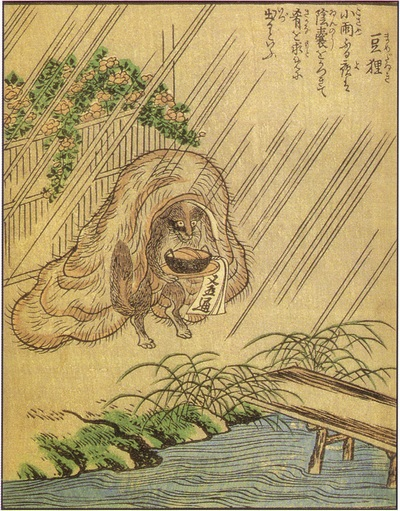
2-1
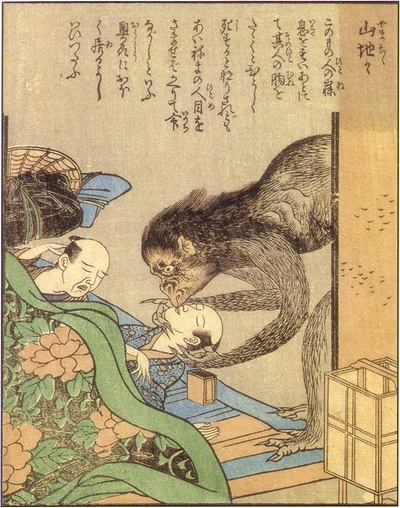
2-2
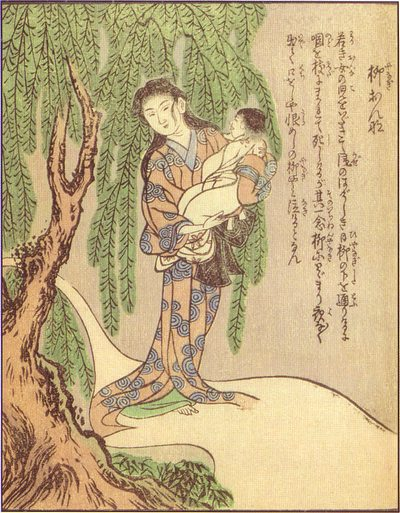
2-3
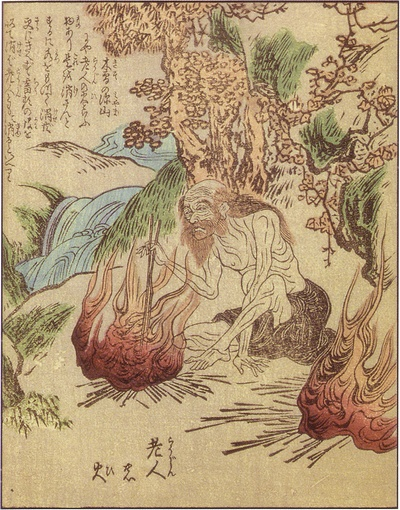
2-4
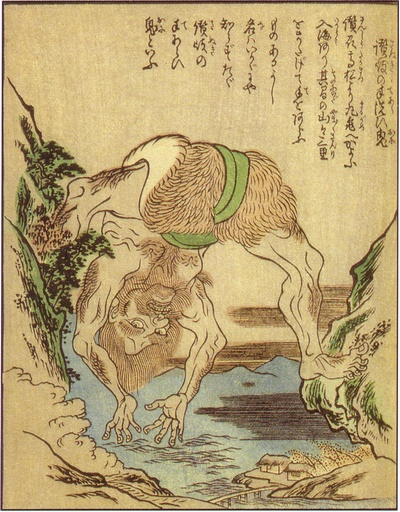
2-5

- 2-1（第十　豆狸）豆狸（まめだぬき）

「小雨ふる夜（よ）は陰嚢をかつぎて肴（さかな）を求めに出（いづ）るという」（小雨の降る夜は陰嚢をかついで、酒の肴を買いに出たという）
挿絵には笠や雨合羽のように陰嚢（タヌキは「狸の金玉八畳敷き」などと言われ、陰嚢を大きくすることが出来ると考えられていた）をかついだ姿が描かれている。本文には元禄ころに魯山という俳諧師が狸に化かされた話を記している。
- 2-2（第十一　山地乳）山地々（やまちち）

「このもの人の寝息をすいあとにて其人（そのひと）の胸をたたくとひとしく死するとなりされどもあいねまの人目をさませばかへりて命ながしといふ奥州におほく居るよしいひつたふ」（これは人の寝息を吸い、その後でその人の胸を叩く。するとその人は必ず死ぬという。しかしながら、同じ寝間にいる人が目を覚まして気づいた場合、寝息を吸われていた人はかえって長寿になるという。陸奥に多くいると言い伝えられている）
本文では、コウモリが年をへて野衾（のぶすま）になり、野衾がまた年をへたものが山地乳になると説いている。また、山地乳のせいで死んだというひとも寿命がのびたというひとも実際には見聞きしたことはないとしている。
- 2-3（第十二　柳女）柳おんな（やなぎおんな）

「若き女の児（こ）をいだきて風のはげしき日柳の下を通りけるに咽（のど）を枝にまかれて死しけるが其（その）一念柳にとどまり夜な夜な出て口をしや恨めしの柳やと泣けるとなん」（子供を抱いた若い女が風の激しい日に柳の下を通ったところ、柳の木の枝が喉首に巻き付いて死んでしまったが、以来、女の念はその柳の木に留まり、夜な夜な現れ出ては「口惜しい、恨めしい柳め」と言って泣くという話だ）
- 2-4（第十三　老人の火[13]）老人の火（ろうじんのひ）

「木曽の深山（みやま）にや老人の火といふ物あり是を消さんとするに水をもつて消（けせ）共更にきへず畜類の皮を以て消ば老人とともに消るといへり」（木曽の深い山奥に老人の火というものがある。この火を消そうとしても水をつかっただけでは消えない。獣の皮で消せば老人と共に消えるという）
- 2-5（第十四　手洗鬼）讃岐の手洗い鬼（さぬきのてあらいおに）

「讃州高松より丸亀へかよふ入海（いりうみ）あり其間の山々三里をまたげて手をあらふものあるよし名はいかがにや知らずただ讃岐の手あらひ鬼といふ」（讃岐の国の高松から丸亀に入江があり、そこをはさんで三里（約12km）にある山々をまたいで手を洗うものがいるという。名前を何というのかは知らない。ただ讃岐の手洗鬼という）

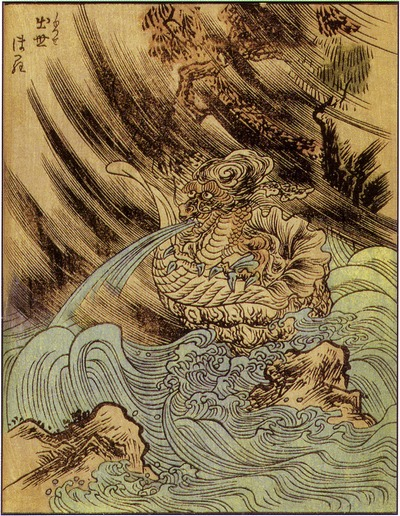
2-6
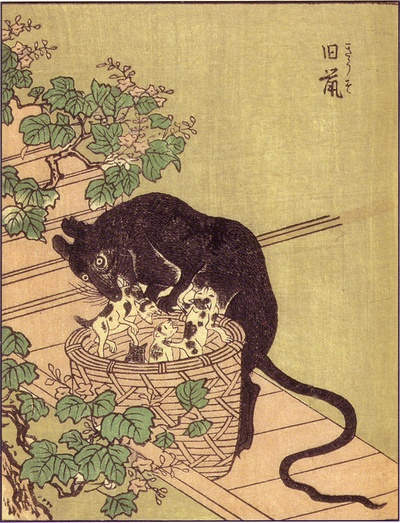
2-7
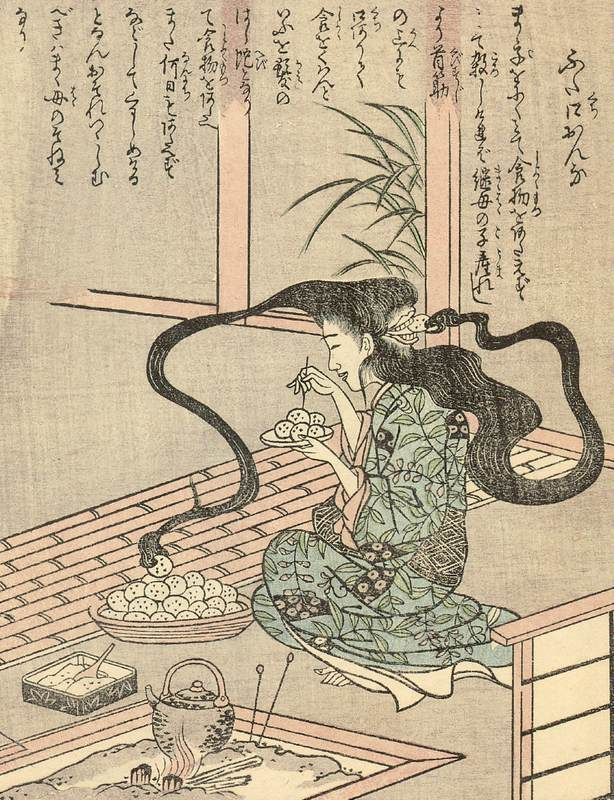
2-8
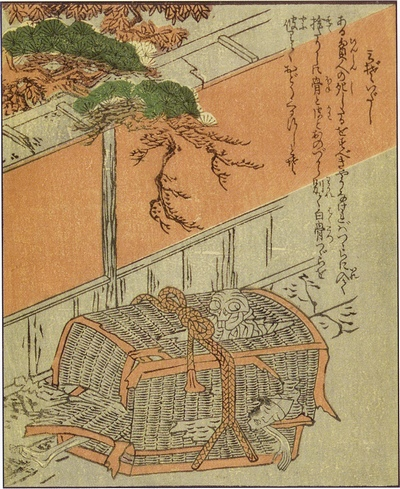
2-9

- 2-6（第十五　出世螺）出世ほら（しゅっせほら）

本文には山と里と海にそれぞれ三千年住みついて龍に出世してゆく法螺貝であると記されている。
- 2-7（第十六　旧鼠）旧鼠（きゅうそ）

本文には大和の国の志貴にいた猫を食べるという三毛の鼠の話を記している。また、出羽の国にあったという子猫が旧鼠（ふるきねずみ）の乳をのんで育ったという話を最後に載せている。
- 2-8（第十七　二口女）ふた口おんな（ふたくちおんな）

「まま子をにくみて食物をあたえずして殺しければ継母の子産れしより首筋の上にも口ありて食をくはんといふを髪のはし蛇となりて食物をあたへまた何日もあたへずなどしてくるしめるとなんおそれつつしむべきはまま母のそねみなり」（継子（ままこ）を憎んで食べ物を与えずに殺してしまった継母がいたが、その女が子を産んだとき、女の首筋の上には「物を食いたい」と言う口が生まれた。女の髪は毛先が蛇に変わって首筋の口に食べ物を運び与えるようになった一方で、首筋の口に何日も食べ物を与えないことで女を苦しめるようにもなった。怖れ慎むべきは継母の嫉みそねみというものよ）
- 2-9（第十八　溝出）みぞいだし

「ある貧人の死したるをすべきやうなければつづらに入（いれ）て捨（すて）たりしに骨と皮とおのづから別（わかれ）て白骨つづらを破りておどりくるひしとぞ」（ある貧しい人が死んでしまったのを、しかたなく葛籠つづらに入れて捨ててしまったところが、死体の骨と皮がおのずから分かれて、白骨が葛籠を破って外に飛び出し踊り狂ったという）
本文には鎌倉時代に戸根八郎（とねのはちろう）という武士が死んだ家来の遺体を負櫃（おいびつ）に詰めて由比の海に捨てたのちに、その家来の骸骨が起こした不思議な因縁話を記している。

### 巻第三

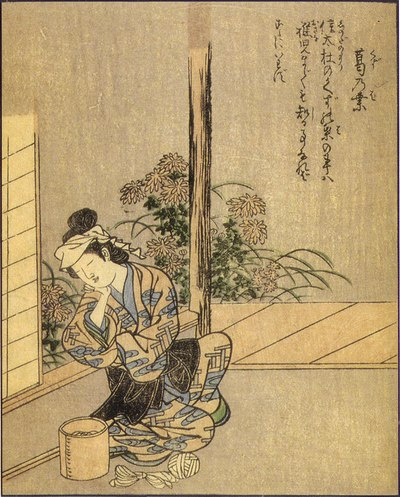
3-1
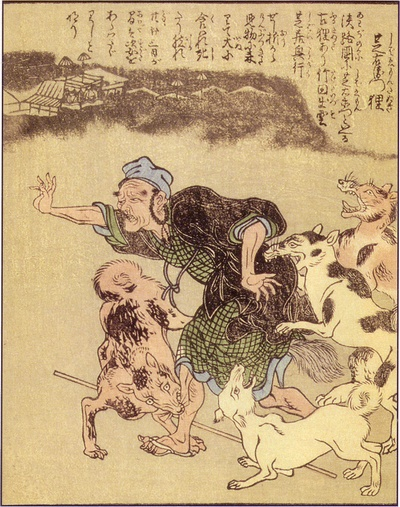
3-2
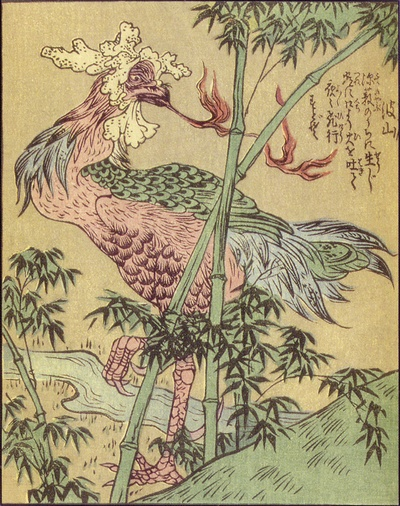
3-3
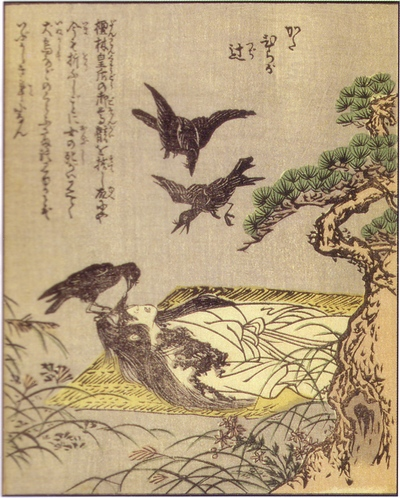
3-4
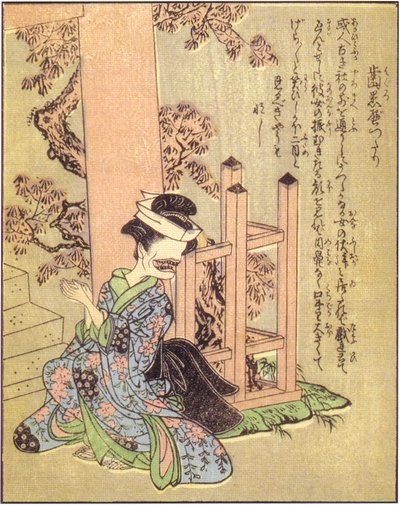
3-5

- 3-1（第十九　葛の葉）葛の葉（くずのは）

「信田杜（しのだのもり）のくずの葉のことは稚児（おさなご）までも知る事なればここにいわず」（信田の森の葛の葉のはなしは幼い子供たちも知っているはなしなのでここには言わない）
- 3-2（第二十　芝右衛門狸）芝右衛門狸（しばえもんたぬき）

「淡路国に芝右衛門といへる古狸（ふるだぬき）あり竹田出雲（たけだいづも）芝居興行せし折から見物に来（きた）りて犬に食はれ死（しに）たり然れ共廿三日が間は姿をあらはさざりしとなり」（淡路の国に芝右衛門という古狸がいた。竹田出雲の芝居興行を見に行ったところ、犬に食われて死んでしまった。ところが、二十三日もの間、狸の姿に戻らないままでいたというのだ）
- 3-3（第二十一　波山）波山（ばさん）

「深薮（ふかやぶ）のうちに生じ常に口より火を吐（はき）て夜々（よよ）飛行（ひげう）すとぞ」（深い薮の中に生じて、常に口から火を吐いていて、夜な夜な飛んでいるという）
本文では婆娑々々（ばさばさ）とも呼ばれるとのことが記されている。
- 3-4（第二十二　帷子辻）かたびらが辻（かたびらがつじ）

「檀林皇后（だんりんくわうごう）の御尊骸を捨（すて）し故にや今こそ折ふしごとに女の死がい見へて犬烏などのくらうさまの見ゆるとぞいぶかしき事になん」（檀林皇后の御遺体を捨て置いた場所であるせいであろうか、今はときどき女の死骸が見えたりそれを犬や鳥が食い荒らす様子が見えたりすることがあるというが、いぶかしい事である）
- 3-5（第二十三　歯黒べったり）歯黒べったり（はぐろべったり）

「或人（あるひと）古き社（やしろ）の前を通りしにうつらかなる女の伏拝（ふしおがみ）み居たれば戯（たわふ）れ云（いひ）て過（）すぎんとせしに彼（かの）女の振（ふり）むきたる顔を見れば目鼻なく口計（ばか）り大きくてげらげらと笑ひしかほ二目（ふため）と見るべきやうもなし」（ある人が古い社の前を通った時、美しい女が伏して拝んでいたので、少しからかってやろうと近寄ったところ、女は振り向いたのだが、見ればその顔には目鼻が無く、口だけがやけに大きくてゲラゲラと笑った顔は、二度と見られるようなものではなかった）

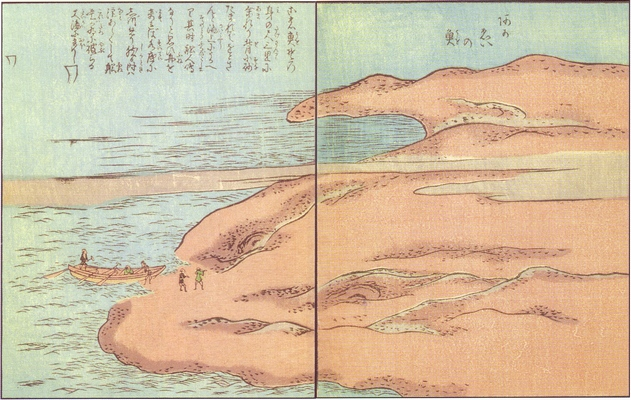
3-6
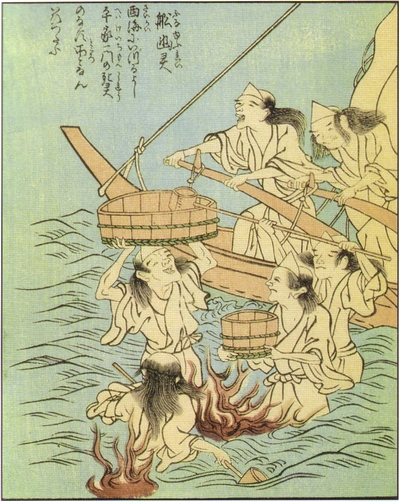
3-7
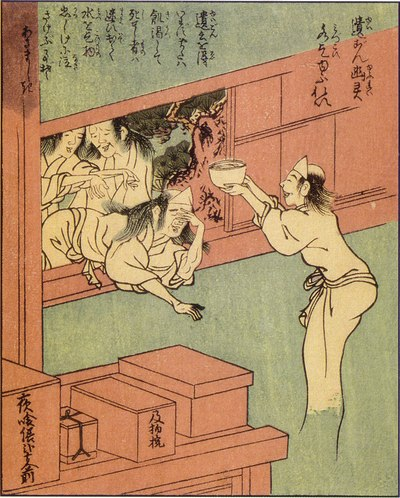
3-8

- 3-6（第二十四　赤ゑいの魚）赤ゑいの魚（あかえいのうお）

「この魚（うを）その身の尺（たけ）三里に余れり背に砂たまればをとさんと海上にうかべり其時（そのとき）船人（ふなびと）島なりと思ひ舟を寄（よす）れば水底（すいてい）にしずめり然る時は浪あらくして船是が為に破らる大海に多し」（この魚は体の大きさは3里（約12km）以上もある。背中に砂がたまるとそれを落とそうとして海上に浮かんでくる。その時に海上にいる船のりたちはこれを島と思って舟を寄せたりするがすると魚は沈んで行ってしまう。そのときには浪が荒くなりこれによって船は壊されてしまう。大海に多くある）
- 3-7（第二十五　船幽霊）船幽霊（ふなゆうれい）

「西海にいづるよし平家一門の死霊のなす所となんいひつたふ」（西海に出るという。平家一門の死霊たちが起こすものであると言い伝えられている）
- 3-8（第二十六　遺言幽霊 水乞幽霊）遺ごん幽霊 水乞ゆうれい（ゆいごんゆうれい みずごいゆうれい）

「遺言（ゆいごん）を得いわずまたは飢渇して死せし者は迷い出（いで）て水を乞（こひ）物悲しげに泣さけぶ事ぞあさましき」（遺言を言えなかったり、または飢えや渇きで死んだ者は迷って出て水を欲しがったり、ものがなしげに泣き叫んだりするという。あさましいことである）

### 巻第四

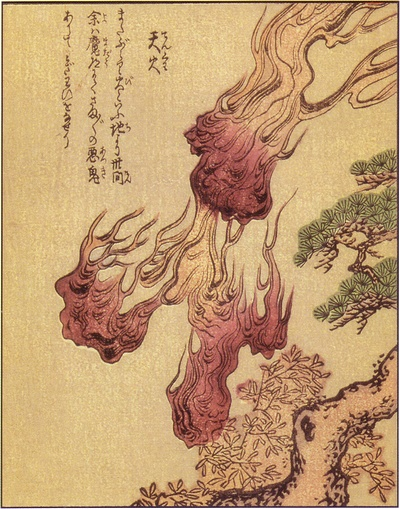
4-6
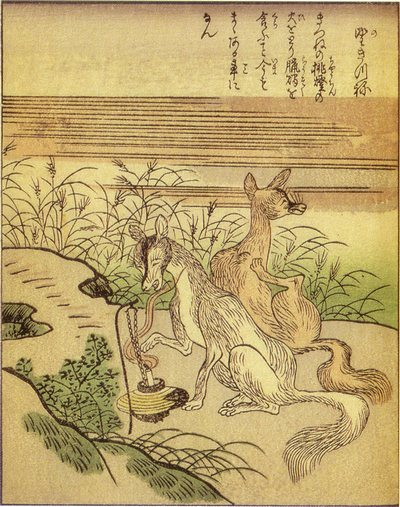
4-7
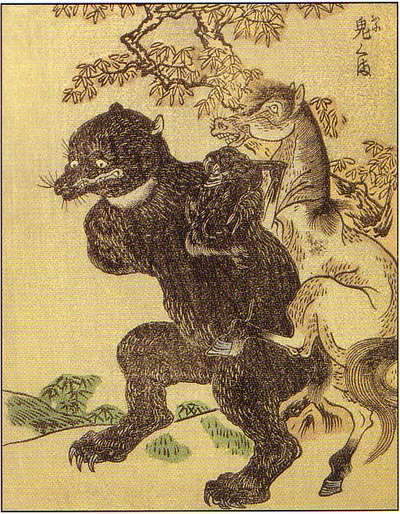
4-8
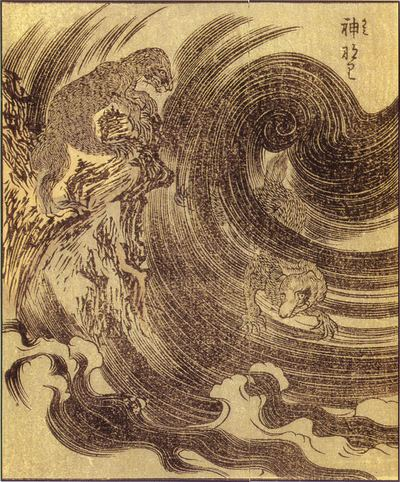
4-9

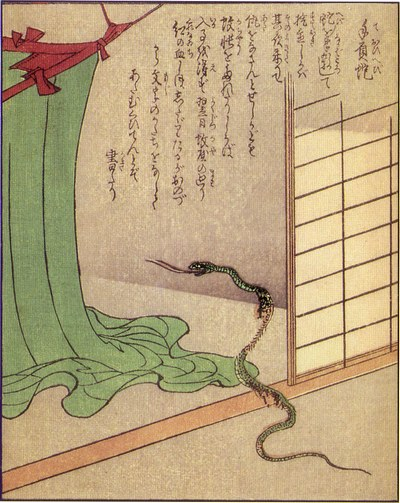
4-1
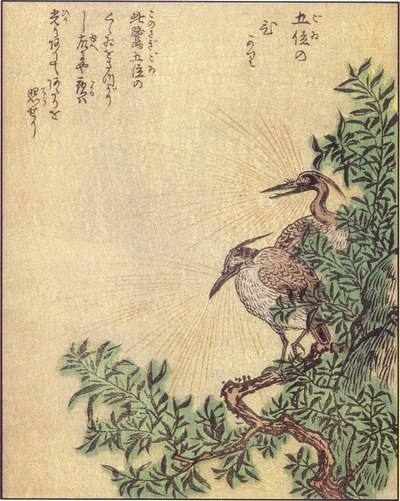
4-2
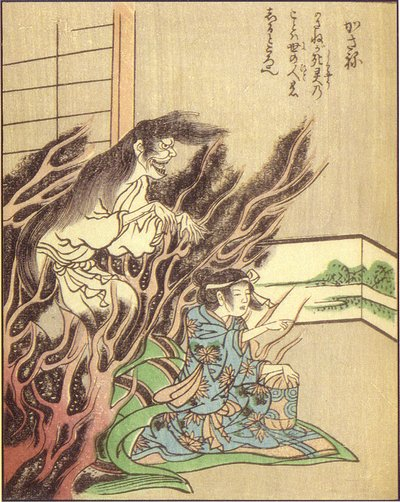
4-3
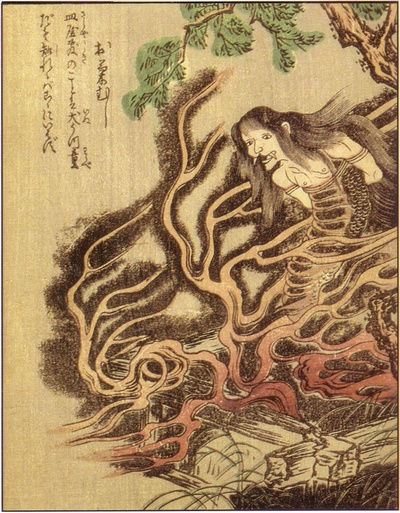
4-4
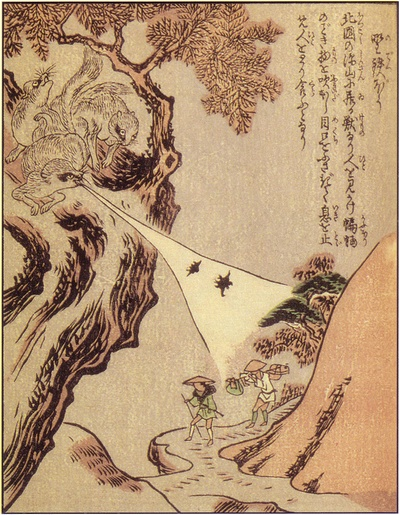
4-5

- 4-1（第二十七　手負蛇）手負蛇（ておいへび）

「蛇を半（なかば）殺して捨置（すておき）しかば其夜来（きた）りて仇（あだ）をなさんとせしかども蚊帳（かちやう）をたれたりしかば入（いる）事を得ず翌日蚊帳（かや）の廻り紅（くれなゐ）の血しほしただりたるがあのづから文字のかたちをなしてあだむくひてんとぞ書（かき）たり」（蛇を半殺しにして捨て置いておいていたらその日の夜にやって来て復讐にやって来た、しかし寝室には蚊帳がつられていたので蛇は入って行くことが出来なかった。翌日蚊帳のまわりには赤い血がしたたり落ちており、それが文字のようなかたちになっていた。「仇を報いてやる」と書かれていた）
- 4-2（第二十八　五位の光）五位のひかり（ごいのひかり）

「此（この）鷺（さぎ）五位のくらゐをさづかりし故にや夜は光りありてあたりを照せり」（この鷺（ゴイサギ）は、五位の位を授かっているからだろうか、夜になると光って辺りを照らすのだ）
- 4-3（第二十九　累）かさね

「かさねが死霊（しりやう）のことは世の人のしるところ也」（累という死霊の話は、世の中の誰もが知っているものだよね）
- 4-4（第三十　於菊虫）お菊むし（おきくむし）

「皿屋敷のことは犬うつ童（わらべ）だも知れればここにいはず」（皿屋敷のことは、犬を叩いて追いかけまわすような子供でも知っているから、ここでは語らない）
- 4-5（第三十一　野鉄炮）野鉄ぽう（のでっぽう）

「北国（ほつこく）の深山（しんざん）に居る獣なり人を見かけ蝙蝠（かふほり）のごとき物を吹出（ふきいだ）し目口をふさぎて息を止（とど）め人をとり食（くら）ふとなり」（北国の深い山奥にいるという獣で、人を見かけるとコウモリのようなものを吹き出して来てそれで人の目や口をふさいで呼吸を止めてしまい、その人を取って食ってしまうのである）
- 4-6
- 4-7
- 4-8
- 4-9

- 4-6（第三十二　天火）天火（てんか）

「またぶらり火（び）といふ地より三十間余は魔道（まだう）にてさまざまの悪鬼（あくき）ありてわざわひをなせり」（ぶらり火ともいう。地上から30間〈約55メートル〉あまりは魔道で、様々な悪鬼が棲んでいて災いをもたらすのだ）
- 4-7（第三十三　野狐）野ぎつね（野狐）

「きつねの挑灯（ちやうちん）の火をとり臘燭（らうそく）を食（くら）ふこと今もままある事になん」（狐が提灯の明かりをとって蝋燭を食べてしまうことは今もよくあることである）
- 4-8（第三十四　鬼熊）鬼熊（おにくま）

本文には木曽で年をへた熊を「おにくま」と呼ぶといったことが記されている。牛や馬を食べてしまったり、猿をてのひらで軽く押しつぶしてしまったりするという。力が強く、鬼熊が動かしたという鬼熊石と呼ばれる岩は10人もの人間をもってしても動かすことは出来ないといったことも載せられている。
- 4-9（第三十五　かみなり）神なり（かみなり）

本文には下野の国の雷獣のこと、それを狩りとることが「かみなり狩り」と称されていたことが記されている。

### 巻第五

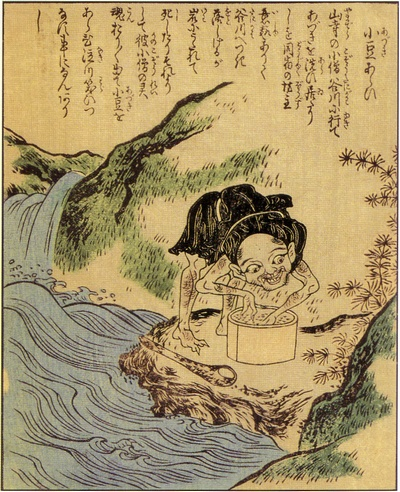
5-1
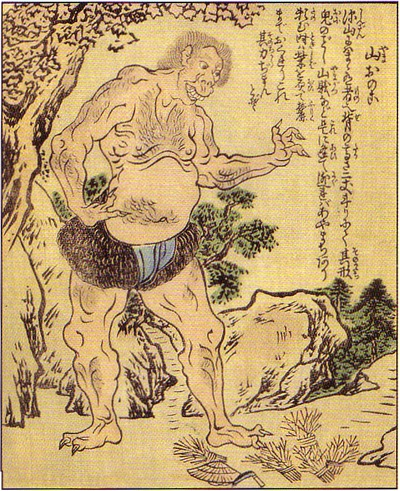
5-2
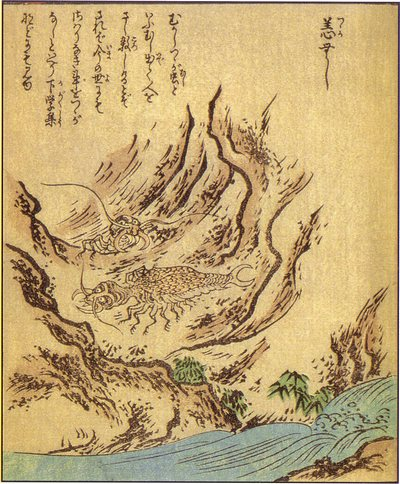
5-3
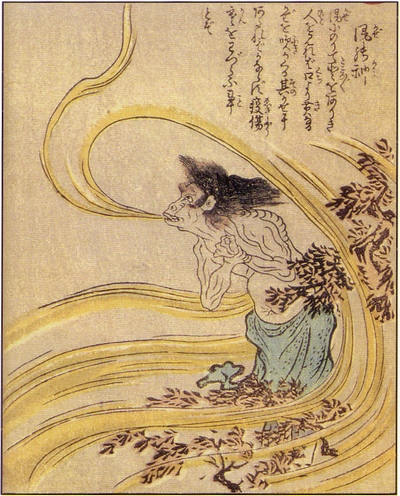
5-4
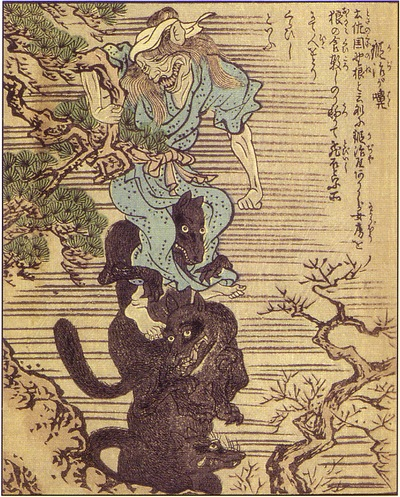
5-5

- 5-1（第三十六　小豆洗）小豆あらい（あずきあらい）

「山寺の小僧谷川に行てあづきを洗ひ居たりしを同宿の坊主意趣ありて谷川へつき落しけるが岩にうたれて死したりそれよりして彼（かの）小僧の霊魂おりおり出て小豆をあらひ泣（なき）つ笑ひつなす事になんありし」（山寺の小僧が谷川に行って小豆を洗っていたところ、同じ宿坊で修行する僧が来て、意趣のあったその小僧を谷川へ突き落とした。小僧は岩に叩きつけられて死んでしまったが、それ以来、小僧の霊はときどき現れ出て、泣いたり笑ったりしながら小豆を洗っているということだ）
- 5-2（第三十七　山男）山おのこ（やまおのこ）

「深山（しんざん）にはまま有（ある）者也背の高さ二丈斗（ばか）りにて其（その）形鬼のごとし山賤（やまがつ）など是に逢（あひ）て逃（にぐ）ればあやまちあり頼む時は柴（しば）を負（おひ）て麓（ふもと）までおくれりこれ其（その）力ぢまんとぞ」（深い山にはよくいる者だ。背の高さは2丈〈約3メートル〉ほどで、その姿かたちは鬼のようだ。山仕事をする者たちがこれに遭遇して逃げるときには間違いが起こる。頼りにした時は柴を背負って麓まで送ってくれる。これは山男がその力を自慢したいからだ）
- 5-3（第三十八　恙虫）恙むし（つつがむし）

「むかしつつが虫といふむし出（いで）て人をさし殺しけるとぞされば今の世もさはりなき事をつつがなしといへり下学集などにも見ゆ」（昔は恙虫という虫が出て刺されて人が殺されたりしていたという。であるから今も息災なことを「つつがなし」（無恙）という、これは『下学集』などにも見える説である）
- 5-4（第三十九　風の神）風の神（かぜのかみ）

「風にのりて所々をありき人を見れば口より黄なるかぜを吹（ふき）かくる其（その）かぜにあたればかならず疫（えき）傷寒（しやうかん）をわづらふ事とぞ」（風に乗って様々な所を歩き、人を見れば口から黄色い風を吹きかける。その風に当たれば必ず流行り病や傷寒を患うことになるということだ）
- 5-5（第四十　鍛冶が媼）鍛冶が嬶（かじがばば）

「土佐国野根（のね）と云処に鍛冶屋ありしが女房を狼の食殺しのり移りて飛石（とびいし）といふ所にて人をとりくらひしといふ。」（土佐の国の野根〈土佐国安芸郡野根村。現在の高知県安芸郡東洋町野根〉という所に鍛冶屋がいたのだが、その鍛冶屋の女房を狼が食い殺したところ、死んだ女房の霊が狼に乗り移り、飛石という所で人間を捕らえ食らうようになったという）
本文では、野根助四郎国延（のねのすけしろうくにのぶ）という刀工の流れを組む野根重国（のねのしげくに）の女房が狼に喰い殺されてしまい、人を襲うようになったという話が書かれている。逸作（いつさく）という郷士が白い毛の狼を退治したところ、重国の女房の幽霊は出なくなったという。

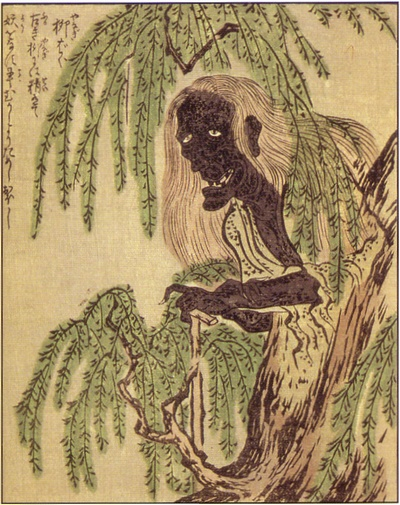
5-6
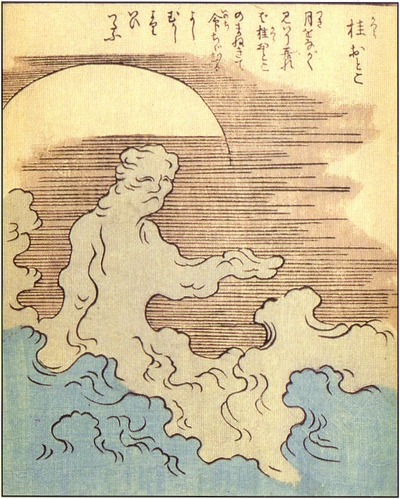
5-7
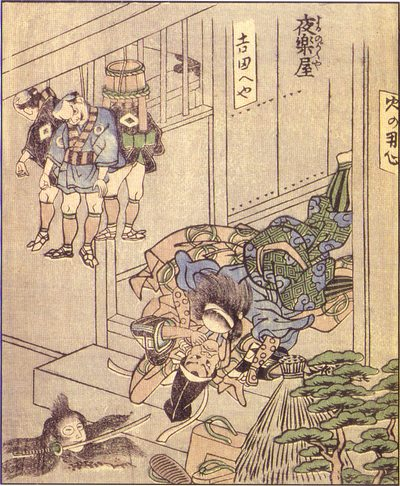
5-8
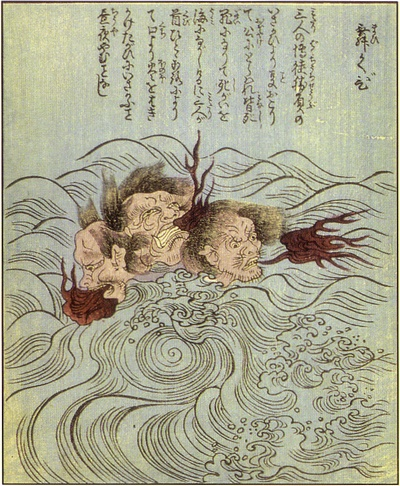
5-9

- 5-6（第四十一　柳婆）柳ばば （やなぎばば）

「古き柳には精（せい）有て妖（よう）をなす事むかしよりためしおほし」（柳の古木には精が宿っていて、妖しい出来事は昔から数多く起こっている）
- 5-7（第四十二　桂男）桂おとこ （かつらおとこ）

「月をながく見いり居（い）れば桂おとこのまねきて命ちぢむるよしむかしよりいひつたふ」（月を長く見過ぎてると、桂男が手招きしてきて寿命が縮んでしまうよと、昔から言い伝えられている）
- 5-8（第四十三　夜の楽屋）夜楽屋（よるのがくや）

浄瑠璃『仮名手本忠臣蔵』に用いられる高師直と塩冶高貞の人形が夜間に争っていたという話。
昭和以降の妖怪図鑑や事典などでは「人形の霊」の名で紹介されている。
- 5-9（第四十四　舞首）舞くび（まいくび）

「三人の博徒（ばくと）勝負のいさかひより事おこりて公にとらはれ皆死罪になりて死がいを海にながしけるに三人が首ひとところによりて口より炎をはきつけたがひにいさかふを昼夜やむことなし」（博打をしていた3人の博徒は激しく争ったことで公儀に囚われ、みな死罪となったが、その遺体を海に流したところ、3人の首は一箇所に集まり、口から炎を吐きながら諍いつづけており、それは昼夜終わり無く続いている）